# Jerónimo Zabala
Jerónimo Zabala fou un pintor nascut a Múrcia, que va viure al segle xvii. Diverses obres seves es conserven a la catedral de Múrcia. Fou deixeble de Nicolás de Villacis. Va fundar una capellania al convent de les mares caputxines el 1670.